# Valentin Bușcă
Valentin Bușcă (n. 2 februarie 1985) este un jucător de fotbal român care a evoluat la clubul U Cluj.